# Marcelo Otero
Marcelo Alejandro Otero (Montevideo, 14 april 1971) is een voormalig  profvoetballer uit Uruguay. Hij speelde als aanvaller clubvoetbal in onder meer Spanje, Italië en Argentinië. Otero beëindigde zijn actieve carrière in 2003 bij CA Fénix.

## Interlandcarrière
Onder leiding van bondscoach Héctor Núñez maakte Otero zijn debuut voor de nationale ploeg op 19 oktober 1994 in de vriendschappelijke uitwedstrijd in Lima tegen Peru (0-1). Darío Silva maakte in dat duel in de achtste minuut het enige doelpunt van de wedstrijd. Andere debutanten in dat duel waren Claudio Arbiza (Defensor Sporting Club), Raúl Otero (CA River Plate Montevideo), Diego Luis López (CA River Plate Montevideo), Darío Silva (CA Peñarol), Tabaré Silva (Defensor Sporting Club), Diego Tito (CA Bella Vista Montevideo), Nelson Abeijón (Club Nacional de Football), Darío Delgado (Montevideo Wanderers FC), Fernando Correa (CA River Plate Montevideo) en Edgardo Adinolfi (CA River Plate Montevideo). Raúl Otero (1970) is de oudere broer van Otero, en speelde in totaal zes interlands voor de nationale ploeg.
In totaal kwam Otero 25 keer uit voor zijn vaderland, en maakte hij tien doelpunten in de periode 1994-2000. Otero won met de nationale selectie de strijd om de Copa América in 1995. Hij speelde zijn 25ste en laatste interland op 15 augustus 2000, toen Uruguay met 1-0 won van Colombia in de kwalificatie voor het WK voetbal 2002. Ook voor Rubén da Silva betekende die wedstrijd zijn laatste (21ste) voor de Celeste.
| Interlanddoelpunten | Interlanddoelpunten | Interlanddoelpunten | Interlanddoelpunten        | Interlanddoelpunten | Interlanddoelpunten | Interlanddoelpunten | Interlanddoelpunten |
| #                   | Datum               | Locatie             | Wedstrijd                  | Goal(s)             | Score               | Uitslag             | Wedstrijd           |
| ------------------- | ------------------- | ------------------- | -------------------------- | ------------------- | ------------------- | ------------------- | ------------------- |
| 1                   | 25/03/1995          | Dallas              | Verenigde Staten – Uruguay | 75'                 | 2 – 1               | 2 – 2               | Oefeninterland      |
| 2                   | 05/07/1995          | Montevideo          | Uruguay – Venezuela        | 25'                 | 2 – 0               | 4 – 1               | Copa América        |
| 3                   | 16/07/1995          | Montevideo          | Uruguay – Bolivia          | 2'                  | 1 – 0               | 2 – 1               | Copa América        |
| 4                   | 19/07/1995          | Montevideo          | Uruguay – Colombia         | 70'                 | 2 – 0               | 2 – 0               | Copa América        |
| 5                   | 20/09/1995          | Jeruzalem           | Israël – Uruguay           | 64'                 | 2 – 1               | 3 – 1               | Oefeninterland      |
| 6                   | 24/04/1996          | Caracas             | Venezuela – Uruguay        | 54'                 | 0 – 1               | 0 – 2               | WK-kwalificatie     |
| 7                   | 02/04/1997          | Montevideo          | Uruguay – Venezuela        | 79'                 | 3 – 1               | 3 – 1               | WK-kwalificatie     |
| 8                   | 20/08/1997          | Montevideo          | Uruguay – Chili            | 20'                 | 1 – 0               | 1 – 0               | WK-kwalificatie     |
| 9                   | 18/08/1999          | Montevideo          | Uruguay – Costa Rica       | 9'                  | 1 – 1               | 5 – 4               | Oefeninterland      |
| 10                  | 18/08/1999          | Montevideo          | Uruguay – Costa Rica       | 73'                 | 5 – 3               | 5 – 4               | Oefeninterland      |

## Erelijst
Peñarol
- Uruguayaans landskampioen

1993, 1994, 1995
 Vicenza
- Coppa Italia

1997
 Sevilla
- Segunda División A

2001
 Uruguay
- Copa América

1995